# Tinodes cinereus
Tinodes cinereus är en nattsländeart som beskrevs av Hagen 1865. Tinodes cinereus ingår i släktet Tinodes och familjen tunnelnattsländor. Utöver nominatformen finns också underarten T. c. sardonius.